# Kelsey Cascade Rose Juliana contra Estados Unidos de América
El caso Kelsey Cascade Rose Juliana contra Estados Unidos de América o en idioma inglés Kelsey Cascade Rose Juliana v. United States of America es una demanda judicial de 21 niños y adolescentes ciudadanos de Estados Unidos de América contra el gobierno de dicho país, por violar sus derechos constitucionales en su accionar en relación con el calentamiento global. Los demandantes tienen edades de entre 8 y 19 años al momento de presentar la demanda, que fue realizada bajo el patrocinio de Our Children's Trust of Oregon, una ONG de lucha contra el cambio climático.
Entre los argumentos de la demanda, se incluye la promoción por parte del Gobierno, del uso de combustibles fósiles, causando daño actual a los demandantes, y a futuras generaciones.

Esto, con el conocimiento durante décadas de que la emisión de dióxido de carbono proveniente de la quema de combustibles fósiles es causante del calentamiento global, y "fallando en tomar las acciones necesarias" para detenerla.
El Departamento de Justicia y las compañías de combustibles fósiles demandadas argumentaron para desestimar el caso, que el Gobierno no tiene obligación de proteger recursos naturales esenciales.
Por el contrario, el juez Thomas Coffin determinó que es responsabilidad del gobierno velar por el uso adecuado de los recursos naturales de los cuales los ciudadanos dependen para ejercer sus derechos inalienables; en coincidencia con la doctrina del monopolio público.
Los demandantes indican justamente que entre sus derechos afectados, destacan los derechos inalienables a la vida, la libertad, y la búsqueda de la felicidad.
Y el juez también afirmó que la inacción podría ser constitucional «al denegarles protecciones permitidas a generaciones anteriores y favoreciendo los intereses económicos a corto plazo de ciertos ciudadanos». Así mismo, el Coffin consideró que era un juicio sin precedentes, pero que tiene mérito y debe proceder.